# Henry Burr
Henry George Burr (Charlton, Londres, 21 de març de 1872 - Beckenham, Londres, 20 de desembre de 1946) va ser un tirador anglès que va competir a començaments del segle xx.
El 1912 va prendre part en els Jocs Olímpics d'Estocolm, on disputà dues proves del programa de tir. Guanyà la medalla de plata en la prova de Rifle militar per equips, mentre en la de rifle lliure, des de 600 metres fou desè.